# 余語邦彦
余語 邦彦（よご くにひこ）は日本の経済人、実業家、起業家。
ビジネス・ブレークスルー大学院大学教授

　。
フレセッツ株式会社創業者・取締役

## 略歴
- 1981年　東京大学機械工学科を卒業[2]
- 1983年　同修士卒業。[2]
- 1983年　科学技術庁に入庁。原子力安全局、通産省通商政策局北アジア課などに勤務。原子力局課長補佐を最後に退官。[2]
- 1989年　米国ダートマス大学　経営学修士(MBA)を取得。[2]
- 1990年　経営コンサルティング会社のマッキンゼー・アンド・カンパニーに入社。[2]シニアコンサルタントとして情報通信、インターネットなどハイテク分野における新規事業・アライアンスを中心に多彩な分野の戦略立案及び組織改革プロジェクトを手掛ける。
- 1997年3月末をもって同社を退社。その後、自らコンサルティング会社を設立し、企業のM&A及び資金調達のアドバイザリー・サービスを手がける。代表的成功事例は、Wit Capital Japanの設立と資金調達。
- 2000年5月　株式会社光通信に入社。取締役副社長（Co-CEO）として、2000年2月に時価総額7兆円を記録した後IRの失敗がきっかけで株価が急落し、混乱状態にあった同社の危機管理と事業再構築の陣頭指揮を執る。[2]
- 2002年12月　同社退社。
- 2003年1月　大前ビジネス・デベロップメンツ代表取締役に就任。
- 2003年8月　株式会社産業再生機構の執行役員・マネージングディレクターに就任。[2]
- 2004年5月　産業再生機構の支援の下でカネボウ株式会社より分離独立した、株式会社カネボウ化粧品の取締役兼代表執行役会長・最高経営責任者（CEO）に就任。当初の再生計画を上回る業績を確保し、成功裏に花王への株式譲渡を完了。[2]
- 2006年1月　同社を退任。
- 2006年6月　アルゼ株式会社 代表取締役・最高経営責任者（CEO）就任。在任2年間で業績を、営業利益で53億円の赤字から150億円の黒字、当期利益で127億円の赤字から380億円の黒字へとV時回復を達成。
- 2008年6月末 株主総会をもって同社を退任。
- 2008年4月　ビジネス・ブレークスルー大学院大学教授として企業再生論を担当（現任）。[2]
- 2012年2月　大阪府及び大阪市の特別顧問として、大阪市営地下鉄など、公営事業の民営化を指導[4]。
- 2014年　ビジネス・ブレークスルー大学のビジネス・インキュベーション・センターの設立に参画し、起業家育成に注力。
- 2017年　仮想通貨取引所向けのウォレット管理システムを世界に先駆けて開発するなど、ブロックチェーンの最先端技術開発を手がけるフレセッツ株式会社創業、取締役に就任。